# Kanton Bergerac-2
Bergerac-2 is een kanton van het Franse departement Dordogne. Het kanton maakt deel uit van het arrondissement Bergerac.

## Gemeenten
Het kanton Bergerac-2 omvatte tot 2014 de volgende gemeenten:
- Bergerac (deels, hoofdplaats)
- Cours-de-Pile
- Creysse
- Lamonzie-Montastruc
- Lembras
- Mouleydier
- Queyssac
- Saint-Germain-et-Mons
- Saint-Laurent-des-Vignes
- Saint-Nexans
- Saint-Sauveur

Bij decreet van 21 februari 2014, met uitwerking op 22 maart 2015, werd Saint-Laurent-des-Vignes overgeheveld naar het kanton Pays de le Force en werd de verdeling van de kantons binnen de gemeente Bergerac aangepast.